# Obages palparis
Obages palparis là một loài bọ cánh cứng trong họ Cerambycidae.